# Гисико-Шперк, Ида
Ида Гисико-Шперк (швед. Ida Gisiko-Spärck, полное имя Ida Emma Charlotta Gisiko-Spärck; 1859—1940) — шведская художница, связанная с художественной колонией Önningebykolonin на Аландских островах; работала преимущественно маслом.

## Биография
Родилась  18 ноября 1859 года в Стокгольме в семье коммерсанта Карла Самуэля Гисико (Karl Samuel Gisiko). Брат Иды — Карл Эдвард (Carl Edvard Gisiko, 1856—?) был женат на Иде Бьорк (Ida Björck, 1862—?), сестре известного художника Оскара Бьёрка.
В конце 1890-х годов училась в Париже, где подружилась с финской художницей Ханной Рённберг, вместе с которой работали в шведской колонии художников Önningebykolonin. В 1880-х годах участвовала во многих выставках в Швеции.
В 1894 году она вышла замуж за датского администратора Йохана Альберта Шпарка (Johan Albert Spärck, умер в 1903 году) и переехала в Данию. 
Умерла в 1940 году.